# Georg Busolt
Georg Busolt, född 13 november 1850, död 2 september 1920, var en tysk historiker.
Busolt blev 1897 professor i Göttingen. Han utgav flera betydande arbeten inom grekisk historia, bland annat Griechische Geschichte bis zur Schlacht bei Chaironeia (3 band, 1885–1904) och Griechische Staatskunde (3:e upplagan 1920–1926).